# 川島亮
川島　亮（かわしま りょう、1981年9月9日 - ）は、千葉県出身の元プロ野球選手（投手）。右投左打。

## 経歴

### プロ入り前
稲毛中学校から「北千葉ポニー」に所属し、野球を始める。千葉経済大学附属高校を卒業後、八戸大学に進学、硬式野球部に所属。大学の同期には石川賢がいる。1年から登板して2年で同校初の大学選手権に出場。3年時は2回戦で先発勝利しベスト8。日米大学野球に出場したが、4年時は右肩痛を発症した。
2003年度ドラフト会議でヤクルトスワローズに自由獲得枠で入団。背番号はかつてスワローズのエースであった松岡弘や川崎憲次郎が背負った「17」となった。

### ヤクルト時代
2004年は中盤以降から防御率を向上させて先発の柱となり、終盤には5連勝で10勝を挙げ、防御率もリーグ3位の3.17を記録し新人王に選出された。
2005年は前年の活躍から一転して右肩痛で出遅れたが、復帰後は29回連続無失点を記録するなど好投を見せた。しかし、打線の援護に恵まれなかったため2桁勝利には及ばなかったが、自己最高となる防御率2.81を記録し、課題だった被本塁打も半減、打撃でも投手ながら打率3割以上を記録するが、終盤に右肩痛を再発症させて離脱。
2006年から2007年にかけては通算6勝に留まり、2007年オフに右肩のクリーニング手術を行った。
2008年からチームに同姓の川島慶三が移籍してきたことにより、スコアボード表記や場内アナウンスがフルネームとなる。前年の手術によるリハビリの影響で開幕一軍登録を逃す。5月4日に昇格するが好不調の波が激しいため、即二軍へ降格。6月7日の再昇格以降は勝ち星を積み重ねるも、対読売ジャイアンツ戦を極端に苦手とした（防御率7.51）ほか、終盤は5試合で8本塁打を浴びるなど、成績を悪化させた。
2009年は不安定ながらも開幕から先発ローテーションの一角を守る。しかし、セ・パ交流戦で組まれる変則ローテーションの都合によって二軍へ降格すると、7月の一軍再昇格以降は、登板すれば失点する状態が続いたことで7月30日に二軍へ降格。8月26日に一軍へ昇格、同日の広島東洋カープ戦（明治神宮野球場）で先発登板するが自滅して翌日に二軍へ再降格、そのままシーズンを終えた。
2010年5月3日に一軍へ昇格すると、約1ヶ月間を中継ぎ登板によって実戦の感触を掴み、6月1日の福岡ソフトバンクホークス戦（福岡Yahoo!JAPANドーム）でシーズン初勝利を挙げる。その後は登板機会がないことで6月21日に二軍へ降格、そのままシーズンを終えた。同年12月24日、幼稚園教諭として勤務していた一般女性と入籍。
2011年8月14日に一軍へ昇格、同日の阪神タイガース戦（神宮）で先発するも3回2失点で降板。翌日に二軍へ降格、シーズン1試合の登板に終わった。同年11月21日、金銭トレードで東北楽天ゴールデンイーグルスへ移籍することが発表された。背番号は「61」。

### 楽天時代
2012年には二軍で12試合に登板し、1勝2敗、防御率6.60（通算投球回数15回で自責点11）。一軍には一度も登録されることなく、10月2日に球団から戦力外通告を受けた。11月9日の12球団合同トライアウトに参加したものの獲得球団はなく、2013年3月17日に現役引退を発表。

### 現役引退後
ヤクルトの二軍スコアラー兼打撃投手に就任することが決まった。
現在は、東京ヤクルトスワローズの一軍マネージャーを務めている。

## プレースタイル
- オーバースローから最速150㎞/hのストレートとカットボール、スライダー、フォークが武器である[8][9][10]。

## 人物
- 千葉県出身であることから「マックスコーヒー」が大好物である。
- 少年時代は千葉ロッテマリーンズのファンで、黒木知宏投手を尊敬している。清水直行投手と親交が深く、清水の「やるしかないねん」Tシャツを直々にもらったことがある（本人のブログより）。
- 大学3年時までファンでもあったロッテと相思相愛状態にありながら、その後川島が怪我をするとロッテが一時撤退。ヤクルトは川島が怪我をしていても熱心に密着し続け、その思いを川島が真摯に受け止めヤクルトを逆指名したという経緯がある。

## 詳細情報

### 年度別投手成績
| 年 度     | 球 団     | 登 板 | 先 発 | 完 投 | 完 封 | 無 四 球 | 勝 利 | 敗 戦 | セ 丨 ブ | ホ 丨 ル ド | 勝 率 | 打 者 | 投 球 回 | 被 安 打 | 被 本 塁 打 | 与 四 球 | 敬 遠 | 与 死 球 | 奪 三 振 | 暴 投 | ボ 丨 ク | 失 点 | 自 責 点 | 防 御 率 | W H I P |
| --------- | --------- | ----- | ----- | ----- | ----- | -------- | ----- | ----- | -------- | ----------- | ----- | ----- | -------- | -------- | ----------- | -------- | ----- | -------- | -------- | ----- | -------- | ----- | -------- | -------- | ------- |
| 2004      | ヤクルト  | 23    | 21    | 2     | 0     | 1        | 10    | 4     | 0        | --          | .714  | 574   | 139.1    | 115      | 26          | 39       | 1     | 3        | 128      | 6     | 1        | 52    | 49       | 3.17     | 1.11    |
| 2005      | ヤクルト  | 20    | 20    | 1     | 1     | 0        | 9     | 10    | 0        | 0           | .474  | 516   | 128.1    | 120      | 13          | 35       | 0     | 2        | 78       | 4     | 0        | 41    | 40       | 2.81     | 1.21    |
| 2006      | ヤクルト  | 9     | 9     | 0     | 0     | 0        | 2     | 2     | 0        | 0           | .500  | 197   | 47.0     | 43       | 6           | 16       | 3     | 0        | 39       | 1     | 0        | 20    | 20       | 3.83     | 1.26    |
| 2007      | ヤクルト  | 11    | 11    | 0     | 0     | 0        | 4     | 3     | 0        | 0           | .571  | 265   | 65.2     | 58       | 9           | 15       | 1     | 2        | 35       | 0     | 0        | 26    | 25       | 3.43     | 1.11    |
| 2008      | ヤクルト  | 20    | 20    | 0     | 0     | 0        | 7     | 9     | 0        | 0           | .438  | 497   | 115.0    | 115      | 19          | 44       | 0     | 2        | 83       | 2     | 0        | 67    | 60       | 4.70     | 1.38    |
| 2009      | ヤクルト  | 14    | 14    | 0     | 0     | 0        | 5     | 6     | 0        | 0           | .455  | 315   | 73.0     | 72       | 11          | 25       | 1     | 3        | 48       | 3     | 0        | 44    | 39       | 4.81     | 1.33    |
| 2010      | ヤクルト  | 7     | 1     | 0     | 0     | 0        | 1     | 0     | 0        | 1           | 1.000 | 69    | 16.1     | 13       | 1           | 10       | 0     | 0        | 12       | 0     | 0        | 4     | 4        | 2.20     | 1.41    |
| 2011      | ヤクルト  | 1     | 1     | 0     | 0     | 0        | 0     | 1     | 0        | 0           | .000  | 15    | 3.0      | 5        | 0           | 1        | 0     | 0        | 1        | 0     | 0        | 2     | 2        | 6.00     | 2.00    |
| 通算：8年 | 通算：8年 | 105   | 97    | 3     | 1     | 1        | 38    | 35    | 0        | 1           | .521  | 2448  | 587.2    | 541      | 85          | 185      | 6     | 12       | 424      | 16    | 1        | 256   | 239      | 3.66     | 1.24    |

- 各年度の太字はリーグ最高

### 表彰
- 新人王 （2004年）

### 記録
投手記録
- 初登板・初先発：2004年4月4日、対横浜ベイスターズ3回戦（明治神宮野球場）、3回5失点で敗戦投手
- 初奪三振：同上、1回表にタイロン・ウッズから見逃し三振
- 初完投：2004年5月1日、対阪神タイガース5回戦（阪神甲子園球場）、8回2失点で敗戦投手
- 初勝利・初先発勝利：2004年5月8日、対横浜ベイスターズ6回戦（いわきグリーンスタジアム）、8回1失点
- 初完投勝利：2004年5月15日、対読売ジャイアンツ7回戦（東京ドーム）、9回2失点
- 初完封勝利：2005年5月19日、対東北楽天ゴールデンイーグルス2回戦（フルキャストスタジアム宮城）
- 初ホールド：2010年5月27日、対東北楽天ゴールデンイーグルス2回戦（明治神宮野球場）、10回表に5番手で救援登板、1回無失点

打撃記録
- 初安打：2004年4月18日、対阪神タイガース3回戦（明治神宮野球場）、4回裏に下柳剛から投手内野安打
- 初打点：2004年5月8日、対横浜ベイスターズ6回戦（いわきグリーンスタジアム）、2回裏に斎藤隆から左前適時打

### 背番号
- 17 （2004年 - 2011年）
- 61 （2012年）
- 117（2013年）